# Еріх Штайнбрінк (підводник)
Еріх Штайнбрінк (нім. Erich Steinbrink; 13 березня 1919, Цігенорт — 8 січня 1959) — німецький офіцер-підводник, оберлейтенант-цур-зее крігсмаріне.

## Біографія
1 жовтня 1938 року вступив на флот. В березні-вересні 1943 року пройшов курс підводника, у вересні-грудні — курс командира човна. З 10 лютого по 16 липня 1944 року — командир підводного човна U-1203. В липні-жовтні — навчальний офіцер 1-го навчального дивізіону підводних човнів. В листопаді-грудні  пройшов командирську практику на U-296. З грудня 1944 по березень 1944 року виконував обов'язки командира U-293, на якому здійснив 1 похід (1 січня — 15 лютого 1945). З квітня по 9 травня 1945 року — командир U-953.

## Звання
- Кандидат в офіцери (1 жовтня 1938)
- Морський кадет (1 липня 1939)
- Фенріх-цур-зее (1 грудня 1939)
- Оберфенріх-цур-зее (1 серпня 1940)
- Лейтенант-цур-зее (1 квітня 1941)
- Оберлейтенант-цур-зее (1 січня 1943)

## Нагороди
- Залізний хрест 2-го класу (1942)
- Нагрудний знак флоту (16 жовтня 1942)